# Памятник невоспетым основателям
Памятник невоспетым основателям (англ. Unsung Founders Memorial) ― монумент, расположенный на территории кампуса Университета Северной Каролины в Чапел-Хилле. Представляет собой стол из чёрного гранита, поддерживаемую тремя сотнями бронзовых статуэток и окруженную пятью сиденьями из чёрного камня. Надпись по краю стола гласит: 
Выпускники 2002 года отдают честь невоспетым основателям Университета – людям разных цветов, свободным и нет – всем тем, которые построили ту Каролину, к которой с трепетом мы относимся сегодня.
 Мемориал был подарком выпускников 2002 года. Кампания по сбору средств на его постройку была самой массовой за всю историю университета.

## История
Выпускники 2002 года вместе собрали на постройку мемориала около 54 000 долларов, при том, что изначально планировалось собрать только 40 000. Сами выпускники внесли 20 000. Оставшуюся часть суммы пожертвовали родители, друзья студентов и преподаватели. Ещё 40 000 долларов были предоставлены офисом проректора. Окончательная стоимость самого мемориала составила около 80 000 долларов, а оставшиеся средства были использованы для подготовки площадки и для церемонии открытия.
Памятник был полностью завершён 11 мая 2005 года, а церемония его посвящения состоялась 5 ноября того же года. В мероприятии приняли участие такие докладчики, как канцлер университета Джеймс Мозер и доктор Бернадетт Грей-Литтл, декан Колледжа искусств и науки UNC. Кроме того, на церемонии выступили выпускники 2002 года Бен Сингер (президент ассоциации выпускников) и Байрон Уилсон (вице-президент той же ассоциации). Все они выступили с речами, в которых осудили рабство и признали вклад афроамериканцев в создание университета.
Грей-Литтл от себя добавил, что «наследие рабства таково, что оно бросает тень на семьи тех, кто был куплен и продан. Этот памятник, наконец, признает заслуги многих неизвестных людей, чьи труды и таланты сделали возможным создание первого государственного университета в стране».